# Jan zonder Land
Jan zonder Land (Engels: John Lackland; Frans: Jean sans Terre; Duits: Johann Ohneland) (Beaumont Palace (Oxford), 24 december 1166 of 1167 — Newark Castle (Newark-on-Trent, Nottinghamshire), 18/19 oktober 1216) was koning van Engeland van 1199 tot 1216 en hertog van Normandië vanaf 1199. Hij was de jongste zoon van Hendrik II en Eleonora van Aquitanië. Hij was zijn vaders favoriete zoon, maar aangezien hij de jongste was, ontving hij geen gebieden op het vasteland, wat zijn bijnaam verklaart. Na de dood van zijn broer Richard Leeuwenhart in 1199 volgde hij hem, overigens niet zonder slag of stoot, op.

## Vroege leven
Al voor zijn troonsbestijging had Jan een kwalijke naam opgebouwd als verrader en samenzweerder, soms met, soms tegen zijn oudere broers. In 1177 kreeg Jan het bestuur over Ierland, waar hij zich binnen zes maanden zo impopulair wist te maken, dat hij het land moest verlaten. In 1184 betwistten Jan en Richard elkaar de erfopvolging van Aquitanië, wat leidde tot veel onderlinge onmin.
In 1189 trouwde hij met Isabella van Gloucester, een dochter van graaf Willem van Gloucester. Zij kregen geen kinderen en kort voor of vlak na zijn troonsbestijging op 6 april 1199 liet hij het huwelijk nietig verklaren.

## Machtsgreep
Nadat Richard Leeuwenhart in de zomer van 1190 vertrokken was voor de Derde Kruistocht, deed Jan een poging de macht te grijpen, hoewel zijn broer hem had verboden Frankrijk te verlaten. Hij koos daarbij zelfs partij voor de koning van Frankrijk tegen de door zijn broer achtergelaten gouverneur voor de Franse bezittingen. Toen Richard uiteindelijk in 1194 terugkeerde, vergaf hij Jan diens misstap. Deze episode is breed bekend geworden via de verhalen rond Robin Hood en in de roman Ivanhoe van sir Walter Scott, waarin (niet geheel waarheidsgetrouw) Richard wordt afgeschilderd als de held en Jan als de slechterik.

## Heerschappij

### Dispuut met Arthur
Tijdens het beleg van het kasteel Châlus in Limousin werd Richard door een pijl in zijn schouder getroffen en raakte hij daardoor dodelijk gewond. Aangezien Richard op aandringen van zijn moeder Eleonore uiteindelijk Jan in plaats van neef Arthur als opvolger had aangewezen, werd deze in Engeland algemeen als koning geaccepteerd. De Franse gebieden (afgezien van Normandië) schoven echter een andere troonpretendent naar voren: Arthur I van Bretagne, de zoon van Godfried, de derde zoon van Hendrik II. Dit leidde tot een oorlog, waaraan in mei 1200 een einde kwam met het verdrag van Le Goulet. Hierbij moest Jan wel een aantal veren laten op het vasteland. De rust was van korte duur, want de Franse koning Filips II August hervatte samen met Arthur de strijd.
Op haar reis naar Poitiers rustte Jans hoogbejaarde moeder Eleonore van Aquitanië uit in het kasteel Mirebeau, dat daarop door haar kleinzoon Arthur en de Lusignans belegerd werd. Met de hulp van Willem van Les Roches, de militaire gouverneur van Anjou, wist Jan zijn moeder te ontzetten en Arthur als krijgsgevangene te nemen. Arthur werd opgesloten in het kasteel van Falaise. Jan had zijn moeder bezworen Arthur geen haar te krenken. Arthur wenste na een half jaar eenzame opsluiting echter geen vrede met Jan te sluiten, maar eiste dat Jan Engeland en Richards gebieden op het vasteland aan hém overdroeg. Jan gaf daarop opdracht Arthur in het geheim van zijn gezichtsvermogen en testikels te ontdoen, maar door zijn gekrijs werd de slotbewaarder Hubert de Burgh gealarmeerd, waardoor de verminking Arthur bespaard bleef. Hubert van Burgh verzon een list en deed uitgaan dat Arthur was overleden. Daarna ontkende hij het bericht. Dat leidde alom tot geruchten, waardoor niemand wist of Arthur nog leefde. Jan bracht Arthur over naar de donjon van het kasteel van Rouen. Uiteindelijk ontdeed hij zich definitief van Arthur door hem in 1203 te wurgen. Echter volgens de kronieken van de abdij van Margam in Wales en van Willem de Breton voer Jan in de nacht van Goede Vrijdag van Molineaux met een kleine boot naar de donjon van Rouen, bracht Arthur op het schip, doorstak hem met zijn zwaard, liet zijn lichaam met een grote steen verzwaren en wierp hem in de Seine. Vissers vonden het lichaam en daarna werd Arthur zonder ruchtbaarheid in het klooster Notre Dame-des-Prés begraven.
Na de Slag bij Bouvines (1214) raakte Jan vrijwel alle gebieden in Frankrijk kwijt. Door zijn eigen onbetrouwbaarheid had hij de trouw van veel van zijn leenmannen verspeeld.
Inmiddels was hij 24 augustus 1200 hertrouwd met de twaalfjarige Isabella van Angoulême, die twintig jaar jonger was. Ze was verloofd geweest met Hugo de Bruine van Lusignan, de broer van Ralf van Lusignan, maar haar ouders prefereerden een koning als schoonzoon. Jan zonder Land kreeg daardoor de gebroeders Hugo en Godfried van Lusignan als geduchte vijanden tegenover zich.

### Kinderen
Jan en Isabella kregen vijf kinderen:
- Hendrik, opvolger als koning
- Richard van Cornwall
- Johanna van Engeland
- Isabella van Engeland
- Eleonora van Leicester.

Jan kreeg ook nog een buitenechtelijke dochter bij Clemence, Johanna, en zij werd later uitgehuwelijkt aan de Welshe vorst Llywelyn de Grote.

### Dispuut met de paus
Jan haalde zich via belastingheffingen het ongenoegen van zijn baronnen op de hals en net als zijn vader kwam Jan stevig in botsing met de Kerk. Dit laatste kwam door zijn afwijzing van Stephen Langton als aartsbisschop van Canterbury. Paus Innocentius III plaatste Engeland in maart 1208 onder interdict (een schorsing van kerkelijke bedieningen) en deed Jan in 1209 in de ban. In januari 1213 werd hij zelfs van de troon vervallen verklaard. In mei onderwierp Jan zich echter aan het pauselijk gezag en wist daarmee een Franse invasie te voorkomen. Hij hield zijn land voortaan van de paus in leen en bezat dus formeel zelf geen land meer (zijn bijnaam "Jan Zonder Land" wordt ook wel hiermee verklaard).

### Dispuut met de baronnen
De almaar voortdurende oorlogen eindigden met de grote nederlaag in de Slag bij Bouvines, waarna een zeer ongunstig vredesverdrag met Frankrijk moest worden gesloten. De baronnen raakten opnieuw ontevreden, evenals de geestelijkheid en de burgerij. Op 15 juni 1215 werd hij gedwongen bij Runnymede de Magna Carta te tekenen. Omdat die verklaring onder dwang was getekend, voelde Jan zich er echter niet aan gebonden. Hij kreeg hierbij de steun van de paus, maar dit kon hem niet baten.
De opstandelingen wilden de kroon overdragen aan de Franse kroonprins Lodewijk (de latere Franse koning Lodewijk VIII). Deze trok in juni 1216 Londen binnen. Jan trok zich terug naar het noorden. Terwijl hij The Wash doorkruiste werd zijn bagagestoet verrast door het opkomend tij. Jan raakte kostbare bezittingen kwijt, waaronder de kroonjuwelen. Door het verlies raakte zijn lichamelijke en geestelijke gezondheid aangetast. Hij overleed op 18 of 19 oktober 1216 aan dysenterie en werd begraven in de kathedraal van Worcester. Zijn negenjarige zoon volgde hem op als Hendrik III.

## Kwartierstaat (voorouders)
| Fulco V van Anjou (ca. 1092-1143) | Fulco V van Anjou (ca. 1092-1143) | Fulco V van Anjou (ca. 1092-1143) | Fulco V van Anjou (ca. 1092-1143) | Fulco V van Anjou (ca. 1092-1143) | Fulco V van Anjou (ca. 1092-1143) | Ermengarde van Maine (ca. 1096-1126) | Ermengarde van Maine (ca. 1096-1126) | Ermengarde van Maine (ca. 1096-1126) | Ermengarde van Maine (ca. 1096-1126) | Ermengarde van Maine (ca. 1096-1126) | Ermengarde van Maine (ca. 1096-1126) |                                     |                                     | Hendrik I van Engeland (ca. 1068-1135) | Hendrik I van Engeland (ca. 1068-1135) | Hendrik I van Engeland (ca. 1068-1135) | Hendrik I van Engeland (ca. 1068-1135) | Hendrik I van Engeland (ca. 1068-1135) | Hendrik I van Engeland (ca. 1068-1135) | Mathilde van Schotland (ca. 1079-1118) | Mathilde van Schotland (ca. 1079-1118) | Mathilde van Schotland (ca. 1079-1118) | Mathilde van Schotland (ca. 1079-1118) | Mathilde van Schotland (ca. 1079-1118) | Mathilde van Schotland (ca. 1079-1118) |                                      |                                      | Willem IX van Aquitanië (1071-1126)  | Willem IX van Aquitanië (1071-1126)  | Willem IX van Aquitanië (1071-1126) | Willem IX van Aquitanië (1071-1126) | Willem IX van Aquitanië (1071-1126) | Willem IX van Aquitanië (1071-1126) | Filippa van Toulouse (ca. 1073-1118) | Filippa van Toulouse (ca. 1073-1118) | Filippa van Toulouse (ca. 1073-1118) | Filippa van Toulouse (ca. 1073-1118) | Filippa van Toulouse (ca. 1073-1118)        | Filippa van Toulouse (ca. 1073-1118)        |                                             |                                             | Aimery I van Châtellerault (ca. 1075-1151)  | Aimery I van Châtellerault (ca. 1075-1151)  | Aimery I van Châtellerault (ca. 1075-1151) | Aimery I van Châtellerault (ca. 1075-1151) | Aimery I van Châtellerault (ca. 1075-1151) | Aimery I van Châtellerault (ca. 1075-1151) | Amalberga (1079-1151)                   | Amalberga (1079-1151)                   | Amalberga (1079-1151)                | Amalberga (1079-1151)                | Amalberga (1079-1151)                | Amalberga (1079-1151)                |  |  |  |  |  |  |  |  |  |  |  |  |  |  |  |  |  |  |  |  |  |  |  |  |  |  |  |  |  |  |  |  |  |  |  |  |  |  |  |  |  |  |  |  |  |  |  |  |
| Fulco V van Anjou (ca. 1092-1143) | Fulco V van Anjou (ca. 1092-1143) | Fulco V van Anjou (ca. 1092-1143) | Fulco V van Anjou (ca. 1092-1143) | Fulco V van Anjou (ca. 1092-1143) | Fulco V van Anjou (ca. 1092-1143) | Ermengarde van Maine (ca. 1096-1126) | Ermengarde van Maine (ca. 1096-1126) | Ermengarde van Maine (ca. 1096-1126) | Ermengarde van Maine (ca. 1096-1126) | Ermengarde van Maine (ca. 1096-1126) | Ermengarde van Maine (ca. 1096-1126) |                                     |                                     | Hendrik I van Engeland (ca. 1068-1135) | Hendrik I van Engeland (ca. 1068-1135) | Hendrik I van Engeland (ca. 1068-1135) | Hendrik I van Engeland (ca. 1068-1135) | Hendrik I van Engeland (ca. 1068-1135) | Hendrik I van Engeland (ca. 1068-1135) | Mathilde van Schotland (ca. 1079-1118) | Mathilde van Schotland (ca. 1079-1118) | Mathilde van Schotland (ca. 1079-1118) | Mathilde van Schotland (ca. 1079-1118) | Mathilde van Schotland (ca. 1079-1118) | Mathilde van Schotland (ca. 1079-1118) |                                      |                                      | Willem IX van Aquitanië (1071-1126)  | Willem IX van Aquitanië (1071-1126)  | Willem IX van Aquitanië (1071-1126) | Willem IX van Aquitanië (1071-1126) | Willem IX van Aquitanië (1071-1126) | Willem IX van Aquitanië (1071-1126) | Filippa van Toulouse (ca. 1073-1118) | Filippa van Toulouse (ca. 1073-1118) | Filippa van Toulouse (ca. 1073-1118) | Filippa van Toulouse (ca. 1073-1118) | Filippa van Toulouse (ca. 1073-1118)        | Filippa van Toulouse (ca. 1073-1118)        |                                             |                                             | Aimery I van Châtellerault (ca. 1075-1151)  | Aimery I van Châtellerault (ca. 1075-1151)  | Aimery I van Châtellerault (ca. 1075-1151) | Aimery I van Châtellerault (ca. 1075-1151) | Aimery I van Châtellerault (ca. 1075-1151) | Aimery I van Châtellerault (ca. 1075-1151) | Amalberga (1079-1151)                   | Amalberga (1079-1151)                   | Amalberga (1079-1151)                | Amalberga (1079-1151)                | Amalberga (1079-1151)                | Amalberga (1079-1151)                |  |  |  |  |  |  |  |  |  |  |  |  |  |  |  |  |  |  |  |  |  |  |  |  |  |  |  |  |  |  |  |  |  |  |  |  |  |  |  |  |  |  |  |  |  |  |  |  |
|                                   |                                   |                                   |                                   |                                   |                                   |                                      |                                      |                                      |                                      |                                      |                                      |                                     |                                     |                                        |                                        |                                        |                                        |                                        |                                        |                                        |                                        |                                        |                                        |                                        |                                        |                                      |                                      |                                      |                                      |                                     |                                     |                                     |                                     |                                      |                                      |                                      |                                      |                                             |                                             |                                             |                                             |                                             |                                             |                                            |                                            |                                            |                                            |                                         |                                         |                                      |                                      |                                      |                                      |  |  |  |  |  |  |  |  |  |  |  |  |  |  |  |  |  |  |  |  |  |  |  |  |  |  |  |  |  |  |  |  |  |  |  |  |  |  |  |  |  |  |  |  |  |  |  |  |
|                                   |                                   |                                   |                                   | Godfried V van Anjou (1113-1151)  | Godfried V van Anjou (1113-1151)  | Godfried V van Anjou (1113-1151)     | Godfried V van Anjou (1113-1151)     | Godfried V van Anjou (1113-1151)     | Godfried V van Anjou (1113-1151)     |                                      |                                      |                                     |                                     |                                        |                                        | Mathilde van Engeland (ca. 1102-1167)  | Mathilde van Engeland (ca. 1102-1167)  | Mathilde van Engeland (ca. 1102-1167)  | Mathilde van Engeland (ca. 1102-1167)  | Mathilde van Engeland (ca. 1102-1167)  | Mathilde van Engeland (ca. 1102-1167)  |                                        |                                        |                                        |                                        |                                      |                                      |                                      |                                      |                                     |                                     | Willem X van Aquitanië (1099-1137)  | Willem X van Aquitanië (1099-1137)  | Willem X van Aquitanië (1099-1137)   | Willem X van Aquitanië (1099-1137)   | Willem X van Aquitanië (1099-1137)   | Willem X van Aquitanië (1099-1137)   |                                             |                                             |                                             |                                             |                                             |                                             | Aénor van Châtellerault (ca. 1103-1130)    | Aénor van Châtellerault (ca. 1103-1130)    | Aénor van Châtellerault (ca. 1103-1130)    | Aénor van Châtellerault (ca. 1103-1130)    | Aénor van Châtellerault (ca. 1103-1130) | Aénor van Châtellerault (ca. 1103-1130) |                                      |                                      |                                      |                                      |  |  |  |  |  |  |  |  |  |  |  |  |  |  |  |  |  |  |  |  |  |  |  |  |  |  |  |  |  |  |  |  |  |  |  |  |  |  |  |  |  |  |  |  |  |  |  |  |
|                                   |                                   |                                   |                                   | Godfried V van Anjou (1113-1151)  | Godfried V van Anjou (1113-1151)  | Godfried V van Anjou (1113-1151)     | Godfried V van Anjou (1113-1151)     | Godfried V van Anjou (1113-1151)     | Godfried V van Anjou (1113-1151)     |                                      |                                      |                                     |                                     |                                        |                                        | Mathilde van Engeland (ca. 1102-1167)  | Mathilde van Engeland (ca. 1102-1167)  | Mathilde van Engeland (ca. 1102-1167)  | Mathilde van Engeland (ca. 1102-1167)  | Mathilde van Engeland (ca. 1102-1167)  | Mathilde van Engeland (ca. 1102-1167)  |                                        |                                        |                                        |                                        |                                      |                                      |                                      |                                      |                                     |                                     | Willem X van Aquitanië (1099-1137)  | Willem X van Aquitanië (1099-1137)  | Willem X van Aquitanië (1099-1137)   | Willem X van Aquitanië (1099-1137)   | Willem X van Aquitanië (1099-1137)   | Willem X van Aquitanië (1099-1137)   |                                             |                                             |                                             |                                             |                                             |                                             | Aénor van Châtellerault (ca. 1103-1130)    | Aénor van Châtellerault (ca. 1103-1130)    | Aénor van Châtellerault (ca. 1103-1130)    | Aénor van Châtellerault (ca. 1103-1130)    | Aénor van Châtellerault (ca. 1103-1130) | Aénor van Châtellerault (ca. 1103-1130) |                                      |                                      |                                      |                                      |  |  |  |  |  |  |  |  |  |  |  |  |  |  |  |  |  |  |  |  |  |  |  |  |  |  |  |  |  |  |  |  |  |  |  |  |  |  |  |  |  |  |  |  |  |  |  |  |
|                                   |                                   |                                   |                                   |                                   |                                   |                                      |                                      |                                      |                                      | Hendrik II van Engeland (1133-1189)  | Hendrik II van Engeland (1133-1189)  | Hendrik II van Engeland (1133-1189) | Hendrik II van Engeland (1133-1189) | Hendrik II van Engeland (1133-1189)    | Hendrik II van Engeland (1133-1189)    |                                        |                                        |                                        |                                        |                                        |                                        |                                        |                                        |                                        |                                        |                                      |                                      |                                      |                                      |                                     |                                     |                                     |                                     |                                      |                                      |                                      |                                      | Eleonora van Aquitanië (ca. 1122/1124-1204) | Eleonora van Aquitanië (ca. 1122/1124-1204) | Eleonora van Aquitanië (ca. 1122/1124-1204) | Eleonora van Aquitanië (ca. 1122/1124-1204) | Eleonora van Aquitanië (ca. 1122/1124-1204) | Eleonora van Aquitanië (ca. 1122/1124-1204) |                                            |                                            |                                            |                                            |                                         |                                         |                                      |                                      |                                      |                                      |  |  |  |  |  |  |  |  |  |  |  |  |  |  |  |  |  |  |  |  |  |  |  |  |  |  |  |  |  |  |  |  |  |  |  |  |  |  |  |  |  |  |  |  |  |  |  |  |
|                                   |                                   |                                   |                                   |                                   |                                   |                                      |                                      |                                      |                                      | Hendrik II van Engeland (1133-1189)  | Hendrik II van Engeland (1133-1189)  | Hendrik II van Engeland (1133-1189) | Hendrik II van Engeland (1133-1189) | Hendrik II van Engeland (1133-1189)    | Hendrik II van Engeland (1133-1189)    |                                        |                                        |                                        |                                        |                                        |                                        |                                        |                                        |                                        |                                        |                                      |                                      |                                      |                                      |                                     |                                     |                                     |                                     |                                      |                                      |                                      |                                      | Eleonora van Aquitanië (ca. 1122/1124-1204) | Eleonora van Aquitanië (ca. 1122/1124-1204) | Eleonora van Aquitanië (ca. 1122/1124-1204) | Eleonora van Aquitanië (ca. 1122/1124-1204) | Eleonora van Aquitanië (ca. 1122/1124-1204) | Eleonora van Aquitanië (ca. 1122/1124-1204) |                                            |                                            |                                            |                                            |                                         |                                         |                                      |                                      |                                      |                                      |  |  |  |  |  |  |  |  |  |  |  |  |  |  |  |  |  |  |  |  |  |  |  |  |  |  |  |  |  |  |  |  |  |  |  |  |  |  |  |  |  |  |  |  |  |  |  |  |
|                                   |                                   |                                   |                                   |                                   |                                   |                                      |                                      |                                      |                                      |                                      |                                      |                                     |                                     |                                        |                                        |                                        |                                        |                                        |                                        |                                        |                                        |                                        |                                        |                                        |                                        |                                      |                                      |                                      |                                      |                                     |                                     |                                     |                                     |                                      |                                      |                                      |                                      |                                             |                                             |                                             |                                             |                                             |                                             |                                            |                                            |                                            |                                            |                                         |                                         |                                      |                                      |                                      |                                      |  |  |  |  |  |  |  |  |  |  |  |  |  |  |  |  |  |  |  |  |  |  |  |  |  |  |  |  |  |  |  |  |  |  |  |  |  |  |  |  |  |  |  |  |  |  |  |  |
|                                   |                                   |                                   |                                   |                                   |                                   |                                      |                                      |                                      |                                      |                                      |                                      |                                     |                                     |                                        |                                        |                                        |                                        |                                        |                                        |                                        |                                        |                                        |                                        |                                        |                                        |                                      |                                      |                                      |                                      |                                     |                                     |                                     |                                     |                                      |                                      |                                      |                                      |                                             |                                             |                                             |                                             |                                             |                                             |                                            |                                            |                                            |                                            |                                         |                                         |                                      |                                      |                                      |                                      |  |  |  |  |  |  |  |  |  |  |  |  |  |  |  |  |  |  |  |  |  |  |  |  |  |  |  |  |  |  |  |  |  |  |  |  |  |  |  |  |  |  |  |  |  |  |  |  |
| Hendrik de Jongere (1155-1183)    | Hendrik de Jongere (1155-1183)    | Hendrik de Jongere (1155-1183)    | Hendrik de Jongere (1155-1183)    | Hendrik de Jongere (1155-1183)    | Hendrik de Jongere (1155-1183)    |                                      |                                      | Mathilde Plantagenet (1156-1189)     | Mathilde Plantagenet (1156-1189)     | Mathilde Plantagenet (1156-1189)     | Mathilde Plantagenet (1156-1189)     | Mathilde Plantagenet (1156-1189)    | Mathilde Plantagenet (1156-1189)    |                                        |                                        | Richard Leeuwenhart (1157-1199)        | Richard Leeuwenhart (1157-1199)        | Richard Leeuwenhart (1157-1199)        | Richard Leeuwenhart (1157-1199)        | Richard Leeuwenhart (1157-1199)        | Richard Leeuwenhart (1157-1199)        |                                        |                                        | Godfried II van Bretagne (1158–1186)   | Godfried II van Bretagne (1158–1186)   | Godfried II van Bretagne (1158–1186) | Godfried II van Bretagne (1158–1186) | Godfried II van Bretagne (1158–1186) | Godfried II van Bretagne (1158–1186) |                                     |                                     | Eleonora van Engeland (1162-1214)   | Eleonora van Engeland (1162-1214)   | Eleonora van Engeland (1162-1214)    | Eleonora van Engeland (1162-1214)    | Eleonora van Engeland (1162-1214)    | Eleonora van Engeland (1162-1214)    |                                             |                                             | Johanna Plantagenet (1165-1199)             | Johanna Plantagenet (1165-1199)             | Johanna Plantagenet (1165-1199)             | Johanna Plantagenet (1165-1199)             | Johanna Plantagenet (1165-1199)            | Johanna Plantagenet (1165-1199)            |                                            |                                            | Jan zonder Land (ca. 1166/1167-1216)    | Jan zonder Land (ca. 1166/1167-1216)    | Jan zonder Land (ca. 1166/1167-1216) | Jan zonder Land (ca. 1166/1167-1216) | Jan zonder Land (ca. 1166/1167-1216) | Jan zonder Land (ca. 1166/1167-1216) |  |  |  |  |  |  |  |  |  |  |  |  |  |  |  |  |  |  |  |  |  |  |  |  |  |  |  |  |  |  |  |  |  |  |  |  |  |  |  |  |  |  |  |  |  |  |  |  |